# Güevéjar
Güevéjar – gmina w Hiszpanii, w prowincji Grenada, w Andaluzji, o powierzchni 9,75 km². W 2011 roku gmina liczyła 2565 mieszkańców. Gmina znajduje się około 10 km od stolicy Granady.